# Jean-Marc Ferreri
Jean-Marc Ferreri (Charlieu, 26 dicembre 1962) è un ex calciatore francese, di ruolo centrocampista o attaccante.

## Carriera
Ha militato nel Bordeaux (con cui ha vinto un campionato francese ed una Coppa di Francia), nell'Auxerre, nell'Olympique Marsiglia (con cui vinse la Coppa dei Campioni 1992-1993), nel Martigues e nello Zurigo.
Dal 1982 al 1990 ha disputato 37 partite con la nazionale francese, segnando 3 reti e prendendo parte alle fasi finali del Campionato europeo di calcio 1984 (vincendolo) e del campionato del mondo 1986 (concluso al terzo posto).

## Statistiche

### Cronologia presenze e reti in nazionale
| Cronologia completa delle presenze e delle reti in nazionale ― Francia | Cronologia completa delle presenze e delle reti in nazionale ― Francia | Cronologia completa delle presenze e delle reti in nazionale ― Francia | Cronologia completa delle presenze e delle reti in nazionale ― Francia | Cronologia completa delle presenze e delle reti in nazionale ― Francia | Cronologia completa delle presenze e delle reti in nazionale ― Francia | Cronologia completa delle presenze e delle reti in nazionale ― Francia | Cronologia completa delle presenze e delle reti in nazionale ― Francia |
| Data                                                                   | Città                                                                  | In casa                                                                | Risultato                                                              | Ospiti                                                                 | Competizione                                                           | Reti                                                                   | Note                                                                   |
| ---------------------------------------------------------------------- | ---------------------------------------------------------------------- | ---------------------------------------------------------------------- | ---------------------------------------------------------------------- | ---------------------------------------------------------------------- | ---------------------------------------------------------------------- | ---------------------------------------------------------------------- | ---------------------------------------------------------------------- |
| 31-8-1982                                                              | Parigi                                                                 | Francia                                                                | 0 – 4                                                                  | Polonia                                                                | Amichevole                                                             | -                                                                      | 46’                                                                    |
| 6-10-1982                                                              | Parigi                                                                 | Francia                                                                | 1 – 0                                                                  | Ungheria                                                               | Amichevole                                                             | -                                                                      | 64’                                                                    |
| 10-11-1982                                                             | Rotterdam                                                              | Paesi Bassi                                                            | 1 – 2                                                                  | Francia                                                                | Amichevole                                                             | -                                                                      |                                                                        |
| 16-2-1983                                                              | Guimarães                                                              | Portogallo                                                             | 0 – 3                                                                  | Francia                                                                | Amichevole                                                             | 1                                                                      | 63’                                                                    |
| 23-3-1983                                                              | Parigi                                                                 | Francia                                                                | 1 – 1                                                                  | Unione Sovietica                                                       | Amichevole                                                             | -                                                                      |                                                                        |
| 23-4-1983                                                              | Parigi                                                                 | Francia                                                                | 4 – 0                                                                  | Jugoslavia                                                             | Amichevole                                                             | -                                                                      |                                                                        |
| 5-10-1983                                                              | Parigi                                                                 | Francia                                                                | 1 – 1                                                                  | Spagna                                                                 | Amichevole                                                             | -                                                                      |                                                                        |
| 12-11-1983                                                             | Zagabria                                                               | Jugoslavia                                                             | 0 – 0                                                                  | Francia                                                                | Amichevole                                                             | -                                                                      | 46’                                                                    |
| 18-4-1984                                                              | Strasburgo                                                             | Francia                                                                | 1 – 0                                                                  | Germania Ovest                                                         | Amichevole                                                             | -                                                                      | 84’                                                                    |
| 19-6-1984                                                              | Saint-Étienne                                                          | Francia                                                                | 3 – 2                                                                  | Jugoslavia                                                             | Euro 1984 - 1º turno                                                   | -                                                                      | 77’                                                                    |
| 23-6-1984                                                              | Marsiglia                                                              | Francia                                                                | 3 – 2 dts                                                              | Portogallo                                                             | Euro 1984 - Semifinale                                                 | -                                                                      | 66’                                                                    |
| 13-10-1984                                                             | Lussemburgo                                                            | Lussemburgo                                                            | 0 – 4                                                                  | Francia                                                                | Qual. Mondiali 1986                                                    | -                                                                      | 57’                                                                    |
| 26-2-1986                                                              | Parigi                                                                 | Francia                                                                | 0 – 0                                                                  | Irlanda del Nord                                                       | Amichevole                                                             | -                                                                      | 65’                                                                    |
| 26-3-1986                                                              | Parigi                                                                 | Francia                                                                | 2 – 0                                                                  | Argentina                                                              | Amichevole                                                             | 1                                                                      |                                                                        |
| 9-6-1986                                                               | León                                                                   | Ungheria                                                               | 0 – 3                                                                  | Francia                                                                | Mondiali 1986 - 1º turno                                               | -                                                                      | 71’                                                                    |
| 17-6-1986                                                              | Città del Messico                                                      | Italia                                                                 | 0 – 2                                                                  | Francia                                                                | Mondiali 1986 - Ottavi di finale                                       | -                                                                      | 85’                                                                    |
| 21-6-1986                                                              | Guadalajara                                                            | Brasile                                                                | 1 – 1 dts (3 – 4 dtr)                                                  | Francia                                                                | Mondiali 1986 - Quarti di finale                                       | -                                                                      | 84’                                                                    |
| 28-6-1986                                                              | Puebla                                                                 | Belgio                                                                 | 2 – 4                                                                  | Francia                                                                | Mondiali 1986 - Finale 3º posto                                        | 1                                                                      |                                                                        |
| 19-8-1986                                                              | Losanna                                                                | Svizzera                                                               | 2 – 0                                                                  | Francia                                                                | Amichevole                                                             | -                                                                      |                                                                        |
| 11-10-1986                                                             | Parigi                                                                 | Francia                                                                | 0 – 2                                                                  | Unione Sovietica                                                       | Qual. Euro 1988                                                        | -                                                                      |                                                                        |
| 16-6-1987                                                              | Oslo                                                                   | Norvegia                                                               | 2 – 0                                                                  | Francia                                                                | Qual. Euro 1988                                                        | -                                                                      |                                                                        |
| 14-10-1987                                                             | Parigi                                                                 | Francia                                                                | 1 – 1                                                                  | Norvegia                                                               | Qual. Euro 1988                                                        | -                                                                      | 53’                                                                    |
| 27-1-1988                                                              | Ramat Gan                                                              | Israele                                                                | 1 – 1                                                                  | Francia                                                                | Amichevole                                                             | -                                                                      | 77’                                                                    |
| 2-2-1988                                                               | Tolosa                                                                 | Francia                                                                | 2 – 1                                                                  | Svizzera                                                               | Amichevole                                                             | -                                                                      |                                                                        |
| 5-2-1988                                                               | Monaco                                                                 | Francia                                                                | 2 – 1                                                                  | Marocco                                                                | Amichevole                                                             | -                                                                      |                                                                        |
| 27-4-1988                                                              | Belfast                                                                | Irlanda del Nord                                                       | 0 – 0                                                                  | Francia                                                                | Amichevole                                                             | -                                                                      | 87’                                                                    |
| 19-11-1988                                                             | Belgrado                                                               | Jugoslavia                                                             | 3 – 2                                                                  | Francia                                                                | Qual. Mondiali 1990                                                    | -                                                                      | 78’                                                                    |
| 16-8-1989                                                              | Malmö                                                                  | Svezia                                                                 | 2 – 4                                                                  | Francia                                                                | Amichevole                                                             | -                                                                      | 70’                                                                    |
| 11-10-1989                                                             | Parigi                                                                 | Francia                                                                | 3 – 0                                                                  | Scozia                                                                 | Qual. Mondiali 1990                                                    | -                                                                      |                                                                        |
| 18-11-1989                                                             | Tolosa                                                                 | Francia                                                                | 2 – 0                                                                  | Cipro                                                                  | Qual. Mondiali 1990                                                    | -                                                                      |                                                                        |
| 21-1-1990                                                              | Al Kuwait                                                              | Kuwait                                                                 | 0 – 1                                                                  | Francia                                                                | Amichevole                                                             | -                                                                      |                                                                        |
| 28-2-1990                                                              | Montpellier                                                            | Francia                                                                | 2 – 1                                                                  | Germania Est                                                           | Amichevole                                                             | -                                                                      | 60’                                                                    |
| 26-3-1990                                                              | Budapest                                                               | Ungheria                                                               | 1 – 3                                                                  | Francia                                                                | Amichevole                                                             | -                                                                      |                                                                        |
| 15-8-1990                                                              | Parigi                                                                 | Francia                                                                | 0 – 0                                                                  | Polonia                                                                | Amichevole                                                             | -                                                                      | 59’                                                                    |
| 17-11-1990                                                             | Tirana                                                                 | Albania                                                                | 0 – 1                                                                  | Francia                                                                | Qual. Euro 1992                                                        | -                                                                      |                                                                        |
| Totale                                                                 |                                                                        | Presenze                                                               | 37                                                                     |                                                                        | Reti                                                                   | 3                                                                      |                                                                        |

## Palmarès

### Club

#### Competizioni nazionali
- Campionato francese: 1  (revocato)

Olympique Marsiglia: 1992-1993
- Campionato francese: 1

Bordeaux: 1986-1987
- Supercoppa francese: 1

Bordeaux: 1986

#### Competizioni internazionali
- UEFA Champions League: 1

Olympique Marsiglia:  1992-1993

### Nazionale
- Campionato d'Europa: 1

Francia 1984